# Monanthes lowei
Monanthes lowei é uma espécie de planta com flor pertencente à família Crassulaceae. 
A autoridade científica da espécie é (A.Paiva) P.Pérez & Acebes, tendo sido publicada em Vieraea 14: 153. 1984.

## Portugal
Trata-se de uma espécie presente no território português, nomeadamente no Arquipélago da Madeira.
Em termos de naturalidade é endémica da região atrás referida.

## Protecção
Não se encontra protegida por legislação portuguesa ou da Comunidade Europeia.